# Santa Clara (Lisbona)
Santa Clara è una freguesia del Portogallo e un quartiere della città di Lisbona. Conta 23 645 abitanti (2021) e ricopre un'area di 3,36 km². La freguesia è nata in seguito all'accorpamento della freguesia di Ameixoeira con la quasi totalità di quella di Charneca e con aree minori precedentemente appartenute alle freguesias di Lumiar e Santa Maria dos Olivais, determinato dalla riforma amministrativa del 2012.

## Monumenti e luoghi d'interesse
- Quinta Alegre o Quinta dos Marqueses de Alegrete
- Palácio da Quinta do Ministro, sede dell'Academia de Música de Santa Cecília
- Igreja de Nossa Senhora da Encarnação
- Forte da Ameixoeira